# العقد الثمين في تاريخ البلد الأمين
العقد الثمين في تاريخ البلد الأمين، كتاب تأريخ من تأليف تقي الدين محمد بن أحمد الحسني الفاسي، في تاريخ مدينة مكة المكرمة ومعالمها وترجمة الصحابة والتابعين فيها، ويعد المرجع الأساسي في تتبع أخبار تلك البلاد.
يتكون الكتاب من ثمانِ مجلدات، جميع آبار مكة والسيول التي مرت عليها، والجبال المحيطة بها وكذلك الأسماء التاريخية لها ثم يعرج على ذكر من حج من الخلفاء والملوك إلى بيت الله الحرام.

## فصول الكتاب
- فصل فيه بعض مقتطفات مما جاء ب «أخبار مكة» وملحقاته.
- فصل في حجة الرسول صلى الله عليه وسلم.
- فصل في ذكر من حج من الخلفاء في مدة خلافته أبو بكر الصديق (رضى الله عنه).
- فصل في أولاده صلى الله عليه وسلم.
- فصل في أعمامه وعماته صلى الله عليه وسلم.
- فصل في زوجاته صلى الله عليه وسلم.
- فصل في خدامه صلى الله عليه وسلم.
- فصل في مواليه صلى الله عليه وسلم.
- فصل في إمائه صلى الله عليه وسلم.
- فصل في خيله، وبغاله، وحميره، ولقاحه، وغنمه صلى الله عليه وسلم.
- فصل في سلاحه صلى الله عليه وسلم.
- فصل في كتابه صلى الله عليه وسلم.
- فصل في عدد رسله صلى الله عليه وسلم.
- فصل في عدد أمرائه صلى الله عليه وسلم على البلاد.
- فصل في عدد مغازيه صلى الله عليه وسلم.
- فصل في عدد بعوثه وسراياه صلى الله عليه وسلم.
- فصل في حجه وعمره صلى الله عليه وسلم.
- فصل في أخلاقه صلى الله عليه وسلم.
- فصل في فضائله صلى الله عليه وسلم.
- فصل في معجزاته صلى الله عليه وسلم.